# Porwanie (przestępstwo)
Porwanie – przestępstwo polegające na bezprawnym pozbawieniu człowieka wolności i zmuszeniu do zmiany miejsca pobytu wbrew jego woli, w przeszłości jedno ze źródeł niewolnictwa. Porwanie, wiążące się z przetransportowaniem ofiary w inne miejsce, w niektórych krajach jest karane surowiej niż bezprawne pozbawienie wolności. Współcześnie porwania stały się jedną z metod działania terrorystów. W niektórych ustawodawstwach, np. w polskim Kodeksie karnym z 1997 roku, wyróżnia się szczególną formę porwania – uprowadzenie, gdy ofiarą jest osoba małoletnia lub nieporadna ze względu na swój stan fizyczny lub psychiczny.